# بروخزال
شهر بروخزال در ایالت بادن-وورتمبرگ در کشور آلمان واقع شده است.